# گالاگدارا (استان غربی)
گالاگدارا (به لاتین: Galagedara) یک منطقهٔ مسکونی در سری‌لانکا است.